# تپه آوکشتویاس
تپه آوکشتویاس (به لاتین: Aukštojas Hill) یک کوه و تپه در لیتوانی است که در Vilnius District Municipality واقع شده‌است. تپه آوکشتویاس ۲۹۳٫۸۴ متر بالاتر از سطح دریا واقع شده‌است.